# Perkinsiella vastatrix
Espèce
Perkinsiella vastatrix est une espèce d'insectes hémiptères de la famille des Delphacidae.
Cette cicadelle est l'un des vecteurs du virus de la maladie de Fidji qui affecte les plantations de canne à sucre, notamment dans le Sud-Est asiatique.